# Zalissea, Bahmaci
Zalissea (în ucraineană Залісся) este un sat în comuna Haivoron din raionul Bahmaci, regiunea Cernihiv, Ucraina.

## Demografie
Componența lingvistică a localității Zalissea
     Ucraineană (96,3%)
     Rusă (3,7%)
Conform recensământului din 2001, majoritatea populației localității Zalissea era vorbitoare de ucraineană (96,3%), existând în minoritate și vorbitori de rusă (3,7%).